# Carracio

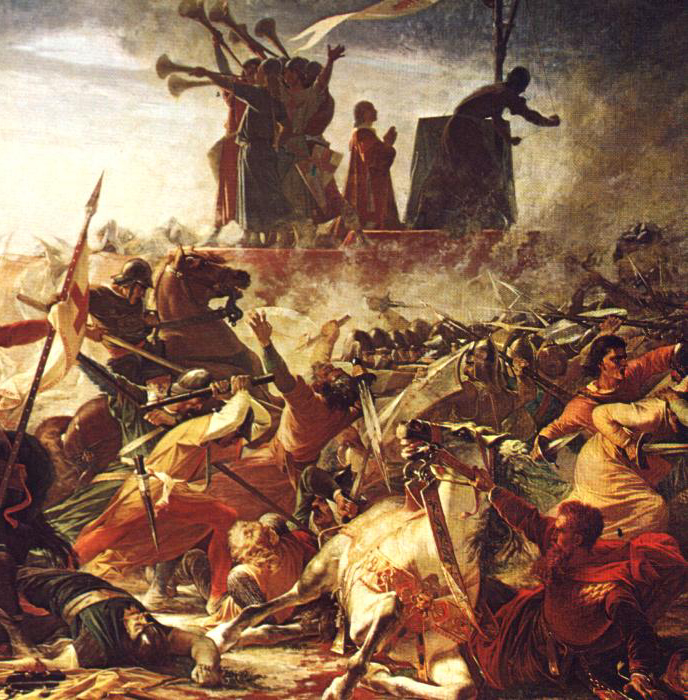
Carracio de la batalla de Legnano, obra de Amos Cassioli (1832-1891).

Un carracio(carroccio) era un altar de guerra de cuatro ruedas tirado por bueyes, con un gran asta de pica rematada en un pomo de metal en la que ondeaba un vexillum, con una cruz campeando en el centro, utilizado por las ciudades-estado italianas.
Era una plataforma rectangular sobre la que se erigía el estandarte de la ciudad y un altar; los sacerdotes celebraban la misa en el altar antes de la batalla y unos trompetistas a su lado animaban a los combatientes a la lucha. Durante la batalla estaba rodeado por los guerreros más valientes del ejército como guardia del carro, y servía como punto de reunión y como paladio del honor de la ciudad; su captura por parte del enemigo estaba considerada como una derrota y humillación irrecuperables. Fue empleado por primera vez por los milaneses en 1038 y desempeñó un gran papel en las guerras de la Liga Lombarda contra el emperador Federico I Barbarroja. Un relato afirma que apareció por primera vez en Milán en 1039, cuando el arzobispo Heriberto instó a los milaneses a construir uno. Relatos sobre el carracio se encuentran en la mayoría de las historias de las ciudades-estado italianas.
Posteriormente fue adoptado por otras ciudades y aparece por primera vez en un campo de batalla florentino en 1228. El carracio florentino solía ir seguido de una carreta más pequeña con la «martinella», una campana para emitir señales militares. Cuando se consideraba probable la guerra, la martinella se colocaba en la puerta de la Iglesia de Santa María en el Mercato Nuovo de Florencia y tañía para advertir a los ciudadanos y a los enemigos. En tiempos de paz el carracio estaba al cuidado de una gran familia que se había distinguido por sus servicios destacados a la república. El carracio florentino fue capturado por las fuerzas gibelinas de Castruccio Castracani en la batalla de Altopascio de 1325, tras la cual fue exhibido por los vencedores en una celebración al estilo de un triunfo romano por las calles de Lucca.
El carro della guerra de Milán fue descrito en detalle en 1288 por Bonvesino de la Riva en su libro sobre las «Maravillas de Milán»: Envuelto en tela escarlata y tirado por tres yuntas de bueyes que estaban cubiertos con un caparazón blanco con la cruz roja de San Jorge, el patrón de la ciudad, llevaba un crucifijo tan grande que se necesitaron cuatro hombres para ponerlo en su lugar, como un mástil de barco.
Carros estandarte similares también se utilizaron en otras partes de Europa, como en la batalla del Estandarte, empleado por los ingleses, o en la batalla de Sirmium, por los húngaros.